# Artur Szklener
Artur Szklener (ur. 18 lipca 1972 w Krakowie) – polski muzykolog, nauczyciel akademicki i menedżer kultury, od 2012 dyrektor Narodowego Instytutu Fryderyka Chopina.

## Życiorys
W 1997 ukończył z wyróżnieniem studia muzykologiczne na Uniwersytecie Jagiellońskim. W ich trakcie był stypendystą University of Exeter (1994–1995) oraz programu Phare w Londynie, Pradze, Brnie i Krakowie (od 1994 do 1997). W 2008 na macierzystej uczelni uzyskał stopień doktora nauk humanistycznych w zakresie nauk o sztuce w oparciu o rozprawę Idiom melodyki Chopina.
Podjął pracę w Instytucie Muzykologii na Wydziale Historycznym UJ. Swoje badania naukowe skupił wokół twórczości Fryderyka Chopina oraz metod analizy muzyki tonalnej.
W 2001 został zatrudniony w Narodowym Instytucie Fryderyka Chopina, początkowo jako pracownik merytoryczny, a następnie koordynator programu naukowego. W latach 2009–2012 był zastępcą dyrektora ds. nauki i wydawnictw. 1 maja 2012 został powołany na stanowisko dyrektora NIFC.
Odznaczony Krzyżem Kawalerskim Orderu Odrodzenia Polski (2021).